# Fergusonina tillyardi
Fergusonina tillyardi är en tvåvingeart som beskrevs av Tonnoir 1937. Fergusonina tillyardi ingår i släktet Fergusonina och familjen Fergusoninidae. Inga underarter finns listade i Catalogue of Life.